# Pozzuoli
Pozzuoli er en italiensk by og kommune i regionen Campania. Byen har 76.331(2023)indbyggere og er hovedby i Napoli-provinsen.